# Функциональная закреплённость
Функциональная закреплённость (функциональная фиксированность) — психологический феномен, открытый и описанный Карлом Дункером.
Суть феномена функциональной закреплённости состоит в том, что использование предмета в каком-то одном качестве препятствует последующему использованию его в ином качестве в этой же текущей ситуации. Предварительные знания, создающие фиксированность, затрудняют решение, вызывая фокусировку на определенных аспектах проблемы, и таким образом препятствуют успешному решению задачи.
Вот одна из задач Дункера, демонстрирующая рассматриваемый эффект. Испытуемые находили на столе лист белого картона и четыре чёрных квадрата; среди множества посторонних предметов на столе были и скрепки. Черные квадраты нужно было прикрепить к картону, а потом каким-то образом подвесить картон к петле, свисавшей с потолка. Часть испытуемых должна была приклеить чёрные квадраты к картону, другая — прикрепить скрепками. Эксперимент показал, что испытуемым первой группы легче было догадаться, что после этого нужно разогнуть одну из оставшихся на столе скрепок и с её помощью прикрепить картон к петле.
Другие эксперименты Дункера показали, что если предмет используется в разных, хотя бы и следующих одна за другой, ситуациях, функциональная закреплённость почти или совершенно снимается.
В задачах Дункера первая функция, в которой использовался предмет в ситуации, была в то же время основной, обычной для данного предмета (например, для скрепок — скрепление листков, для плоскогубцев — выдёргивание гвоздей и т. д.). Поэтому феномен функциональной закреплённости интерпретируют также в том смысле, что традиционное использование предмета препятствует его использованию в ином качестве.

### Причины возникновения
Существует несколько путей возникновения фиксированности, один из них — механизм серии (mental set). Причём в качестве серии могут рассматриваться как короткие серии — пробы, предшествующие контрольной, так и длинные серии — последовательность проб, сохраняющаяся на протяжении длительного времени. Mental set увеличивает вероятность выбора определенной стратегии решения, благодаря тому, что эта стратегия имела успех ранее (короткие серии по Хелсону). Предварительные знания касаются изначальной вероятности процедуры отбора и, таким образом, независимы от эффекта сета (длинные серии по Хелсону).
Краткосрочная фиксированность может возникать не только в результате серии предварительных решений (mental set), но и в результате однократного предшествования события (prime). Особенно характерным здесь будет эффект семантического прайминга.
В результате эксперимента, Х. Г. Бирч и Х. С. Рабинович пришли к заключению, что предварительные знания под влиянием контекста задачи могут стать установкой к определенной деятельности.
И. Ю. Владимиров, О. В. Павлищак предполагают, что знания, вызывающие функциональную фиксированность в результате длинной серии, — структуры опыта, долговременной памяти. По их мнению это так же подтверждается работой Дж. Вайли. Аналогично предыдущему высказыванию, они предположили, что локусом хранения запретов и ограничений, возникающих в результате короткой серии, вероятно, являются модально специфические хранилища рабочей памяти. В качестве примера они приводят одну из своих прошлых работ. Так же, по их мнению, и долгосрочные предварительные знания, и краткосрочный mental set приводят к фиксированности и, как следствие, затрудняют использование стандартных схем решения и могут быть решены только в виде прорыва, преодоления фиксированности, которое переживается как инсайт.